# 스코틀랜드 의회의 선거구와 선거 지역
1998년 스코틀랜드법으로 개원한 스코틀랜드 의회 (Holyrood)는 1999년 초대 총선 이후 선거구와 선거 지역을 구성해 왔다. 선거구와 선거지역에서 선출되는 전체 의석수는 총 129석이다. 현재 스코틀랜드 의회의 의원 목록은 스코틀랜드 의회 의원 문서를 참조하라.
- 선거구 (constituencies) - 스코틀랜드 전역에 설치된 소선거구로, 현재 73개로 구성된다. 다수대표제 선거에 따라 스코틀랜드 의회 의원 1인을 선출한다.

- 선거지역 (electoral regions) - 스코틀랜드를 8개 지역으로 나누어 소선거구 비례대표제를 적용시키는 비례대표 지역구로, 한 지역당 의원 7인을 선출하게 된다. 각 지역은 여러 선거구를 묶은 것으로, 정당별 득표율에 의거한 추가의원 의석수를 각 정당의 후보 명단에 맞춰 할당하여, 비례대표 의원을 결정하게 된다.

선거구와 선거지역의 경계와 구획 작업은 스코틀랜드 구획위원회의 심의를 거친다. 스코틀랜드 구획위원회는 국가의회인 영국 하원의 선거구도 함께 심의한다. 당초에는 스코틀랜드 내 영국 하원 선거구의 심의결과가 곧 스코틀랜드 의회 선거구에도 적용되었으나, 2004년 스코틀랜드 의회(선거구)법 제정으로 별개로 심의하게 되었다. 이에 대해 2006년 1월 아버스노트 위원회는 최종 보고서에서 스코틀랜드 의회 선거구, 영국 하원 선거구는 물론 스코틀랜드의 행정구역 단위인 의회지역까지 함께 심의해야 한다고 권고하였으나, 실현되지는 않았다.

## 변천사

### 1999년~2011년
상술한 것처럼 1999년 스코틀랜드 의회가 처음 개원할 당시 선거구는 영국 의회의 선거구와 동일했다. 예외가 있다면 스코틀랜드 최북단의 도서지역인 오크니 제도와 셰틀랜드 제도로, 스코틀랜드 의회에서는 별개 선거구로 분리하였지만 영국 의회에서는 하나의 선거구로 묶은 것이었다.
2004년 스코틀랜드 의회(선거구)법 제정으로 2005년 영국 총선부터 적용되는 스코틀랜드 내 영국 하원 선거구가 개편되면서 스코틀랜드의 국회의원 수가 59명으로 감소한 반면, 스코틀랜드 의회의 의원수는 변동 없이 유지되어 이때부터 차이가 생겨났다.
1999년에 처음 설정된 스코틀랜드 의회 선거구의 경계는 변함 없이 유지되어, 2003년과 2007년 총선에서도 고스란히 사용되었다.

### 2011년~
2007년 7월 3일 스코틀랜드 의회 선거구의 경계에 대한 첫 정기 검토가 개시되었다. 스코틀랜드 구획위원회의 최종 권고에 따른 선거구 개편안은 2011년 스코틀랜드 총선부터 적용 시행되었다.
선거구수는 73개, 선거지역은 8개, 의원수는 129개로 각각 유지되었다.

## 같이 보기
- 스코틀랜드 의회
- 영국의 선거구